# Чернецкое (Владимирская область)
Чернецкое — деревня в Александровском районе Владимирской области, входит в состав Андреевского сельского поселения.

## География
Деревня расположена в 18 км на север от центра поселения села Андреевского и в 25 км на северо-восток от города Александрова, близ границы с Ярославской областью.

## История
Первое упоминание о Чернецком относится ко временам боярина московского Фёдора Дмитриевича Всеволожского Турика (ок. 1370 – после 1433). Синодика Переславского Успенского Горицкого монастыря тех лет содержит сообщение: «Село Новое да Мордвиново дал Фёдор Дмитриевич Всеволож Турик да Княжеское – Чернецкое, маия 16 дня» (без упоминания года).

Далее упоминается в документах Горицкого монастыря в 1504 и 1532 гг.
По писцовой книге 1627-30 гг. Чернецкое-Княжеское большое Кодяева стана было пустошью. К 1646-47 гг. стало опять заселяться и в нём по писцовой книге состояло 7 дворов.
В писцовых книгах 1653 года оно значится приписанным к двум приходам Больше-Весскому и Жилинскому. Тому и другому в Чернецком принадлежало по 4 двора. По переписным книгам 1703 года в Чернецком было 38 дворов. Где-то между 1808 и 1811 гг. стало употребляться название «Черницкое» вместо «Чернецкое».
В 1863 году крестьяне деревни Черницкой на собственные средства построили у себя каменный храм с колокольней. Престолов в нем было два: в холодной во имя святого Николая Чудотворца, в трапезе теплой во имя преподобного Сергия Радонежского. Приход состоял из одного села Черницкого, в котором по клировым ведомостям числилось 202 мужчины и 235 женщин. В селе Черницком имелась школа грамоты, учащихся в 1892—93 учебном году было 11. В годы Советской Власти церковь была полностью разрушена.
В конце XIX — начале XX века село входило в состав Андреево-Годуновской волости Александровского уезда Владимирской губернии. В 1905 году в селе числилось 94 двора.
С 1929 года деревня входила в состав Годуновского сельсовета Александровского района, с 2005 года — в составе Андреевского сельского поселения.
С 1992 года — вновь «Чернецкое».

## Население
| 1859 | 1905 | 1926 | 2002 | 2010 | 2021 |
| ---- | ---- | ---- | ---- | ---- | ---- |
| 492  | ↗562 | ↗587 | ↘24  | ↘13  | ↘12  |